# Plátanos (Arcadie)
Plátanos (grec moderne : Πλάτανος ; tsakonien : Πάτανε) est une localité située dans le dème de Cynourie-du-Nord, dans le district régional d'Arcadie, dans la périphérie du Péloponnèse, en Grèce.
Selon le recensement de 2021, elle compte 156 habitants.